# CNTV
CNTV는 대한민국의 (주)씨엔티브이(구. 씨엔엔터테인먼트)가 운영하는 사극 전문 유료방송 채널로 2002년 10월에 개국하였으며 케이블 영화채널이었으나 OCN에 밀려 고전을 면치 못하자 2003년 10월 시리즈 무비 전문 채널로 탈바꿈했고 2009년 8월 사극 전문채널로 변경됐다. 계열 채널로는 채널차이나가 있다.

## 프로그램

### 대한민국
- 기황후
- 장희빈
- 추노
- 태종 이방원
- 야인시대
- 대장금
- 태양인 이제마
- 자이언트
- 옷소매 붉은 끝동
- 광개토태왕
- 가요톱텐
- 붉은 단심

### 해외
- 등소평
- 리퍼 스트리트
- 카멜롯
- 삼총사
- 아틀란티스
- 튜더스
- 롬멜
- 지상 최대의 전차전
- 지상 최대의 전차전2
- 제너레이션 워
- 타이타닉: 블러드 앤 스틸
- 카퍼
- 카퍼2
- 아우토반캅(종영)
- 촉산전기

### 자체제작
- 올댓시네마
- 스타 우리동네 장보고
- 동의보감 맛기행 시즌1
- 동의보감 맛기행 시즌2
- 소전 손재형
- 노래하는 계집종 창가비
- 붓끝으로 남긴 예술혼: 소전 손재형
- 지구생존, 사막에서 길을 찾다
- 3D 다큐멘터리 왕궁
- 조선삿갓 스캔들
- 조선안방 스캔들